# Геологічний журнал
«Геологі́чний журна́л» — науковий журнал з проблем геології, розвідки вугільних, рудних та нерудних корисних копалин. Видання висвітлює нові дані геологічної науки й практики, теоретичні розробки, наукові узагальнення, результати досліджень корисних копалин, дискусійні питання, нові концепції, гіпотези тощо. Розглядаються переважно об'єкти України, а також інших країн, якщо вони становлять загальнонауковий інтерес.
Журнал провадить політику негайного відкритого доступу до опублікованого змісту, підтримуючи принципи вільного поширення наукової інформації та глобального обміну знаннями задля загального суспільного прогресу.

## Історія
Геологічний журнал як наукове видання було засновано у березні 1934 року.
У різні роки його редакційну колегію очолювали — І. А. Лепікаш, М. Г. Світальський, К. О. Бойко, Е. С. Бурксер, Б. І. Чернишов, В. І. Лучицький, К. І. Маков, С. П. Родіонов, М. П. Семененко, Я. М. Бєлєвцев, Є. Ф. Шнюков, П. Ф. Шпак.
7 жовтня 2016 р. «Геологічний журнал» був повторно внесений ВАК України до Переліку фахових видань з геологічних наук.

## Тематика розділів
- короткі наукові повідомлення;
- гіпотези;
- дискусії;
- рецензії;
- з історії науки.